# わにゅう道場
わにゅう道場 〜ラッパー輪入道のフリースタイル道場〜（わにゅうどうじょう ラッパーわにゅうどうのフリースタイルどうじょう）は、FRESH! by CyberAgentで2017年3月29日から毎週水曜日の夜20時に配信されているバラエティ番組。
運営元はGarage Music Japan。

## 概要
ラッパーの輪入道と押忍マンがゲストラッパーを道場破りとして迎え、番組全編を通してラップで進行する番組という番組。

## 配信リスト
1. 第1回
  - 放送日：2017年3月29日
  - 配信時間：19:58 - 21:00
  - ゲスト：田中光、黄猿
2. 第2回
  - 放送日：2017年4月5日
  - 配信時間：20:42 - 21:31
  - ゲスト：NONKEY、PONY、RAIZEN、焚巻
3. 第3回
  - 放送日：2017年4月12日
  - 配信時間：19:58 - 21:00
  - ゲスト：はなび、掌幻
4. 第4回
  - 放送日：2017年4月19日
  - 配信時間：20:00 - 21:08
  - ゲスト：FRANKEN、守破離、亜矢
5. 第5回
  - 放送日：2017年4月26日
  - 配信時間：20:00 - 21:05
  - ゲスト：十影
6. 第6回
  - 放送日：2017年5月3日
  - 配信時間：
  - ゲスト：
7. 第7回
  - 放送日：2017年5月10日
  - 配信時間：19:57 - 21:39
  - ゲスト：NOUty、a.k.a音Solar
8. 第8回
  - 放送日：2017年5月17日
  - 配信時間：20:02 - 21:07
  - ゲスト：スナフキン、NONKEY、T-TANGG
9. 第9回
  - 放送日：2017年5月24日
  - 配信時間：20:01 - 21:07
  - ゲスト：MEISO、CANDLE、田中光
10. 第10回
  - 放送日：2017年5月31日
  - 配信時間：20:07 - 21:12
  - ゲスト：FUZIKO、MC Mystie
11. 第11回
  - 放送日：2017年6月7日
  - 配信時間：20:03 - 21:19
  - ゲスト：WEEDY
12. 第12回
  - 放送日：2017年6月14日
  - 配信時間：19:58 - 21:00
  - ゲスト：RHIME手裏剣
13. 第13回
  - 放送日：2017年6月21日
  - 配信時間：20:00 - 21:10
  - ゲスト：9for
14. 第14回
  - 放送日：2017年6月28日
  - 配信時間：20:00 - 21:07
  - ゲスト：NAIKA MC、我次郎MIC
15. 第15回
  - 放送日：2017年7月5日
  - 配信時間：20:00 - 21:03
  - ゲスト：HAIIRO DE ROSSI
16. 第16回
  - 放送日：2017年7月12日
  - 配信時間：
  - ゲスト：
17. 第17回
  - 放送日：2017年7月19日
  - 配信時間：20:03 - 21:00
  - ゲスト：KIKUMARU(KANDYTOWN)
18. 第18回
  - 放送日：2017年7月26日
  - 配信時間：19:57 - 21:16
  - ゲスト：DOTAMA、NONKEY
19. 第19回
  - 放送日：2017年8月2日
  - 配信時間：20:01 - 21:08
  - ゲスト：KMC
20. 第20回
  - 放送日：2017年8月9日
  - 配信時間：19:57 - 21:07
  - ゲスト：KOPPA(喰吐)
21. 第21回
  - 放送日：2017年8月16日
  - 配信時間：20:05 - 21:08
  - ゲスト：I-DeA、雄猿
22. 第22回
  - 放送日：2017年8月23日
  - 配信時間：19:59 - 21:02
23. 第23回
  - 放送日：2017年8月30日
  - 配信時間：19:59 - 21:10
  - ゲスト：スナフキン
24. 第24回
  - 放送日：2017年9月6日
  - 配信時間：19:59 - 21:03
  - ゲスト：GOTIT
25. 第25回
  - 放送日：2017年9月13日
  - 配信時間：19:57 - 21:10
  - ゲスト：Amateras
26. 第26回
  - 放送日：2017年9月27日
  - 配信時間：19:59 - 21:10
  - ゲスト：MC HULK
27. 第27回
  - 放送日：2017年10月4日
  - 配信時間：19:58 - 21:06
  - ゲスト：サイプレス上野
28. 第28回
  - 放送日：2017年10月11日
  - 配信時間：19:59 - 21:11
  - ゲスト：しめじ[1]
29. 第29回
  - 放送日：2017年10月18日
  - 配信時間：19:59 - 21:05
  - ゲスト：ACE
30. 第30回
  - 放送日：2017年10月25日
  - 配信時間：19:58 - 21:18
  - ゲスト：UZI
31. 第31回
  - 放送日：2017年11月8日
  - 配信時間：19:00 - 20:34[2]
32. 第32回[3]
  - 放送日：2017年11月15日
  - 配信時間：19:59 - 21:01
  - ゲスト：あっこゴリラ
33. 第33回
  - 放送日：2017年11月22日
  - 配信時間：19:58 - 21:08
  - ゲスト：FEIDA-WAN
34. 第34回
  - 放送日：2017年11月29日
  - 配信時間：20:06 - 21:11
  - ゲスト：ハハノシキュウ
35. 第35回
  - 放送日：2017年12月6日
  - 配信時間：20:00 - 21:05
  - ゲスト：ダースレイダー
36. 第36回
  - 放送日：2017年12月20日
  - 配信時間：19:59 - 21:03
  - ゲスト：SIMON JAP、Felipe、麻猿、岩永ジョーイ

## 特別編
1. 輪入道2ndアルバム『左回りの時計リリースパーティー』
  - 放送日：2017年4月30日
  - 配信時間：13:58 - 20:30
  - 出演：輪入道、押忍マン、漢 a.k.a. GAMI、十影、RAIZEN、GADORO、裂固、NOUty
2. 裏わにゅう道場〜福岡編〜福岡筑豊 飯塚維新 7.29
  - 放送日：2017年8月2日
  - 配信時間：21:30 - 21:42